# Abdurehim Heyt
Abdurehim Heyt albo Abdurehim Heyit (ujg. ‏ئابدۇرېھىم ھېيىت‎, chiń. 阿不都日衣木·艾衣提; ur. 1 czerwca 1962 w Kaszgar) – ujgurski kompozytor i piosenkarz ludowy. W 2019 r. rzecznik tureckiego ministerstwa spraw zagranicznych określił Abdurehima jako „zasłużonego poetę”.
W lutym 2019 roku tureckie źródła poinformowały, że zmarł po torturach w areszcie w Chinach, po tym jak został aresztowany za śpiewanie politycznie niepoprawnej pieśni i skazany na ośmioletni pobyt w obozach reedukacyjnych; doprowadziło to do krótkotrwałego kryzysu dyplomatycznego między Turcją a Chinami.
2 lipca 2019 r. władze chińskie wydały oświadczenie, że Heyit został „aresztowany pod zarzutem zagrażania bezpieczeństwu narodowemu”, ale „jest w dobrym stanie zdrowia”. 25 lipca tego roku Heyt udzielił w swoim domu wywiadu tureckiemu dziennikowi Aydınlık Gazetesi, ale od tego czasu nie pojawił się publicznie i jego status pozostaje nieznany i porównany do „wymuszonego zaginięcia”. Według World Uyghur Congress, w trakcie wywiadu Heyt był w areszcie domowym.